# Алкоголічка (фільм)
«Алкоголічка» — український короткометражний фільм про маленьку дівчинку, яка постійно мовчить. Режисер стрічки Юлія Гонтарук, одна з творців проекту Вавилон'13. «Алкоголічка» — її дебютна робота у кінематографі, за яку вона отримала приз «Найкращий міжнародний короткометражний фільм» на Міжнародному кінофестивалі в Деліта  та Гран-прі на KIN International Women's Film Festival in Armenia( Вірменія).  Також фільм отримав нагороду "Найкращий грим та костюм" на 6º Festival Internacional de Curtametraxes de Bueu (Іспанія). Фільм був включений до офіційних програм більше ніж 15 міжнародних кінофестивалів, таких як GOLDEN APRICOT Yerevan International Film Festival,  , 19th Filmfest Eberswalde 2013, «KONIK» Film-Festival, Национальная премия «СТРАНА», VI Міжнародний фестиваль короткометражных фільмів Wiz-Art, КіноЛев, III Ташкентский международный кинофорум «Золотой гепард», та ін..

## Інформація про фільм
Сценарій до фільму написала Марися Нікітюк, а продюсером виступив Ігор Савиченко, якого знають за альманахом «Україно, Goodbye!». Композитор стрічки Андрій Тупиков. Знімали «Алкоголічку» в Києві. Зйомки відбувалися в аеропорту «Жуляни» та на Дарницькому ринку. Режисерка стрічки принципово намагалася змінити все як було насправді, щоб додати картині реалістичності не відмінної від сучасної України. Масовка практично не використовувалася. Режисер хотіла показати українську реальність, у жанрі соціальної драми.
Найважче довелось маленькій акторці Марині Ластовині, яка зіграла головну героїню стрічки. В одній зі сцен, де Аліна танцює прямо на складі, був мороз. Напередодні зйомки випав сніг і похолоднішало, і дівчинці довелось безупинно танцювати у п’ятиградусний мороз, у необігріваному складі. Юна акторка витримала всі дублі. Режисер самостійно знайшла акторку на головну роль. Ніна Набока зіграла тітку Аліни. Ніна Набока знімалась у іншій українській стрічці «Помині» режисерки Ірини Цілик, який був презентований на кінофестивалі «Берлінале» в лютому 2013 року.

### Сюжет
Дівчинку Аліну покинула мати, і тепер вона живе зі своєю суворою тіткою, яка видається їй злою і дівчинка впевнена, що та її ненавидить. Тітка змушує її торгувати на базарі, фактично експлуатуючи дитину. Єдина, на думку дівчинки, хто її любить це її лялька. Вона з нею говорить, спить, обіймається. Раптово дівчинка бачить оголошення про набір в дитячий танцювальний колектив «Віночок». Для дівчинки, це стала єдина надія, для того, щоб вирватися з цього ганебного світу: бруду, непотрібності і нерозуміння, які її оточували звідусіль. Але тітка хоче і на далі використовувати дитину на базарі... Соціальний працівник, також не може дізнатися про проблему, оскільки дівчинка постійно мовчить. Але Аліна хоче кращого майбутнього, бачачи себе балериною.
«Алкоголічка» — це соціальна драма, тому її персонажів можна щодня побачити в маршрутці чи на базарі. «Ця історія сучасна, вона відбувається тут і зараз, в країні, у місті, в якому я живу. В цій країні існує маленька дівчинка, яка мовчить не тому, що хвора або німа, – мовчить, бо вона інакша, бо не хоче і не може ототожнювати себе з усім навколо», — так пояснила свою героїню Юлія Гонтарук.

### Актори
- Марина Ластовина — Аліна
- Ніна Набока — Віра Павлівна, сувора тітка
- Олег Савкін —
- Марися Нікітюк
- Ніна Грива
- Олена Попова
- Надія Ковтун
- Аліна Клименко
- Андрій Лущик
- Давид Еджібіа
- Ігор Ізбаш
- Степан Дідківський

### Знімальна команда
- Режисер — Юлія Гонтарук,
- Продюсер — Ігор Савиченко,
- Сценарист — Марися Нікітюк,
- Оператор — Георгій Берідзе,
- Художник-постановщик — Іван Левченко,
- Монтажер — Сергій Клепач.

## Нагороди та відзнаки
- «Алкоголічка» визнана найкращим фільмом на 10 Міжнародному кінофестивалі «КІН», в рамках якого за нагороду змагаються картини, створені жінками[4].
- «Алкоголічка» Юлії Гонтарук отримала приз «Найкращий міжнародний короткометражний фільм» (Best world short film) на Міжнародному кінофестивалі в Делі (Delhi International Film Festival)[5][6].
- Також картина Юлії Гонтарук була включена в офіційну програму єреванського кінофестивалю «Золотий абрикос».